# Gare de La Membrolle-sur-Choisille
La gare de la Membrolle-sur-Choisille est une gare ferroviaire française des lignes de Tours au Mans et de Brétigny à La Membrolle-sur-Choisille, située sur le territoire de la commune de Saint-Cyr-sur-Loire, à proximité de La Membrolle-sur-Choisille, dans le département d'Indre-et-Loire, en région Centre-Val de Loire.
Cette halte ferroviaire de la Société nationale des chemins de fer français (SNCF) est desservie par des trains TER Centre-Val de Loire circulant entre les gares de Tours et du Mans.

## Situation ferroviaire
Gare de bifurcation, elle est située au point kilométrique (PK) 246,830 de la ligne de Tours au Mans et au PK 234,083 de la ligne de Brétigny à La Membrolle-sur-Choisille.
Son altitude est de 68 m.

## Histoire
La gare est ouverte le 19 juillet 1858.

## Services voyageurs

### Accueil
C'est un point d'arrêt non géré (PANG).

### Desserte
La Membrolle-sur-Choisille est desservie par des trains du réseau TER Centre-Val de Loire (ligne Tours – Le Mans).

### Fréquentation
De 2015 à 2024, selon les estimations de la SNCF, la fréquentation annuelle de la gare s'élève aux nombres indiqués dans le tableau ci-dessous.
| Année     | 2015  | 2016  | 2017  | 2018  | 2019  | 2020 | 2021 | 2022 | 2023  | 2024  |
| --------- | ----- | ----- | ----- | ----- | ----- | ---- | ---- | ---- | ----- | ----- |
| Voyageurs | 1 699 | 1 766 | 1 468 | 1 822 | 1 498 | 591  | 100  | 784  | 1 295 | 1 467 |